# Henri Alhéritière
Henri Alhéritière est un homme politique français né le 1er février 1882 à Lépaud dans la Creuse, et décédé le 16 avril 1956 dans le 6e arrondissement de Paris.

## Biographie
Licencié en droit, diplômé de l'École libre des sciences politiques, il effectue une brillante carrière dans la magistrature, dont le point d'orgue sera un poste de Conseiller à la Cour d'appel. Investi en politique, il milite parallèlement au Parti républicain, radical et radical-socialiste. Sous cette étiquette, il est élu conseiller général du canton de Chénérailles en 1914 et maire de Peyrat-la-Nonière en 1919.
Vice-président du Conseil général de la Creuse à partir de 1924, il se consacre très activement à la modernisation de son département. En 1938, il est désigné par le Parti radical pour être candidat aux élections sénatoriales. Élu, il choisit logiquement de s'inscrire au groupe de la Gauche démocratique
Il ne prend pas part au vote lors de la remise des pleins pouvoirs au Maréchal Pétain le 10 juillet 1940 et se retire de la vie politique.

## Sources
- « Henri Alhéritière », dans le Dictionnaire des parlementaires français (1889-1940), sous la direction de Jean Jolly, PUF, 1960 [détail de l’édition]